# John Bauergymnaset
JB Gymnasiet (tidligere John Bauergymnaset) var en svensk organisation, der drev en række fri grundskoler. Samlet set var organisationen Skandinaviens største friskole, med over 10.000 elever på 28 forskellige skoler i Sverige.[kilde mangler] Skolen havde også lokaler i Spanien og Indien.[kilde mangler] Skolerne var opkaldt efter den svenske eventyrtegner John Bauer.
| Skole | Spire Denne artikel om en skole, en uddannelsesinstitution eller uddannelse er en spire som bør udbygges. Du er velkommen til at hjælpe Wikipedia ved at udvide den. |